# Lungfibros
Lungfibros är en irreversibel och restriktiv lungsjukdom som kännetecknas av bindvävsbildning i lungorna vilket leder till att lungorna förlorar sin elasticitet och inte längre kan fungera optimalt. 
Fibros förekommer bland annat i samband med dammlunga och kronisk inflammation. Vanliga symtom på lungfibros är andnöd och blåfärgning av läpparna.
Den kan ibland vara en komplikation till andra sjukdomar såsom sarkoidos och kroniska inflammatoriska sjukdomar, till exempel ledgångsreumatism. Den kan också vara en följd av inandning av skadliga substanser eller infektioner (se ARDS).
Det finns flera former av lungfibros, som alla innebär att lungvävnaden blir ärrig, vilket försämrar lungornas funktion. Idiopatisk lungfibros (IPF) är den allvarligaste formen.

## Symtom
Vanliga symptom är torrhosta och andfåddhet. I lindriga fall fås andfåddhet endast vid ansträngning. Vid avancerad sjukdom kan andfåddhet fås även vid lindrig ansträngning och i vila.

## Behandling
Medicinering är den primära behandlingsformen för lungfibros. Hos vissa patienter kan lungtransplantation bli aktuell vid mycket avancerad sjukdom. Behandlingen inriktas på att förhindra att lungorna ärromvandlas.
Principen för behandling är dämpning av immunförsvaret med hjälp av antiinflammatoriska preparat,  om det är en inflammatorisk driven sjukdom. Behandlingen påbörjas med kortison i höga doser och kompletteras ofta senare med någon form av cytostatika - cellgifter. Är det en primärt fibrotiserande sjukdom är behandlingen antifibrotisk medicinering.
Behandlingen kan ge allvarliga biverkningar och ofta ses ingen positiv effekt. Behandlingsförsök måste därför övervägas noga och ske i samråd med patienten, som ska vara informerad om möjliga biverkningar. Behandling bör inte sättas in utan en observationstid på minst tre månader. 
Behandlingseffekt värderas med hjälp av lungröntgen och eventuellt datortomografi samt funktionsundersökning (se spirometri). Om effekt av behandling ses får patienten kvarstå på behandling under lång tid, ofta 4-5 år. Man försöker då titrera ut lägsta möjliga medicindos. Om ingen effekt ses av behandlingen trappas den ut efter cirka 6 månader.
2019 presenterade Svensk Lungmedicinsk Förening ett nytt vårdprogram för den allvarligaste formen av lungfibros, idioptaisk lungfibros, avsett för vårdpersonal. I det nya vårdprogrammet för Idiopatisk lungfibros presenteras nya behandlingsformer som bland annat inkluderar Pirfenidon (produktnamn Esbriet) och nintedanib (produktnamn Ofev) som  är subventionerat och ingår i högkostnadsskyddet efter beslut av Tandvårds- och Läkemedelsförmånsverket.